# 125 Carinae
125 Carinae (g Carinae) é uma estrela na direção da Carina. Possui uma ascensão reta de 09h 16m 12.10s e uma declinação de −57° 32′ 29.2″. Sua magnitude aparente é igual a 4.34. Considerando sua distância de 536 anos-luz em relação à Terra, sua magnitude absoluta é igual a −1.74. Pertence à classe espectral M1III.